# Street Fighter EX3
Street Fighter EX3 (ストリートファイターEX3) é o terceiro e ultimo jogo da série Street Fighter EX desenvolvido pela empresa Arika e publicado pela Capcom. Lançado para o mundo em 2000 Exclusivo de PlayStation 2  Diferente de seus Antecessores
O Game contava com 28 Personagens sendo 10 Desbloqueáveis e 1 chefe não jogável

## Recepção
Street Fighter EX3 obteve uma recepção parcialmente positiva.